# Сідач конопляний
Сідач конопляний (Eupatorium cannabinum L.) Місцеві назва — давник, конопельник, коноплі собачі тощо — багаторічна трав'яниста рослина родини айстрових (складноцвітих, кошичкоцвітих).

## Опис
Рослини 75-200 см заввишки. Стебло прямостояче, просте або розгалужене. Листки супротивні, короткочерешкові, трохи пухнасті, зісподу залозисті. Нижні листки розсічені на п'ять, середні — па три ланцетні, загострені, по краю нерівновеликозубчасті частки. Верхні листки цілокраї. Квітки сидять у дрібних численних кошиках, які зібрані в густі щиткоподібно-волотеподібні суцвіття.
Обгортка довгасто-циліндрична, черепичаста. Кошики 4-6-квіткові (6 мм завдовжки і 2 мм завширшки). Спільне квітколоже кошика голе. Квітки зі слабким медовим запахом, всі двостатеві, з трубчастим до основи звуженим ліловим, брудно-рожевим або майже білим віночком. Тичинки (п'ять) зрослися пиляками, маточка одна, зав'язь нижня, приймочка дволопатева. Плоди — ребристі, п'ятигранні сім'янки. Чубок з одного ряду волосків, довший за сім'янку.
Сідач росте по всій Україні у вільшняках, по берегах річок, на заболочених місцях, у вогких лісах і по чагарниках. Рослина тіньовитривала. Цвіте у червні — вересні. Заготовляють його в районах поширення.

## Практичне використання
Лікарська, медоносна, фарбувальна, волокниста, жироолійна і декоративна рослина.
У народній медицині використовують верхні частини пагонів довжиною до 40 см, які збирають на початку цвітіння. Вони містять ефірні олії, глюкозиди і дубильні речовини. Листки і квітки містять глюкозид євпаторин, смолу і небагато алкалоїдів, поїдається тільки козами. Собачі коноплі містять онкогенні пірролізидинові алкалоїди. Алкалоїди можуть бути присутні у рослинному матеріалі у вигляді їх N-оксидів. 
З стебел і листків одержують синю фарбу, листя має гіркий глюкозид, евпаторин.
Сідач — медоносна рослина, його охоче відвідують бджоли. Трава дає ясно-жовту, а корінь — чорну фарби. Квітки застосовуються для фарбування тканин у синій колір. Насіння сідача містить жирну олію (25 %), стебло дає грубе волокно.
Сідач коноплевий рекомендують висаджувати як декоративну рослину в парках і лісопарках на узліссях, поблизу кущів, по берегах водойм.